# Hirtodrosophila batracida
Hirtodrosophila batracida är en tvåvingeart som beskrevs av David Grimaldi 1994. Hirtodrosophila batracida ingår i släktet Hirtodrosophila och familjen daggflugor.
Artens utbredningsområde är Nicaragua. Inga underarter finns listade i Catalogue of Life.